# Lof, prijs och tack ske tigh
Lof, prijs och tack ske tigh är en gammal psalm i elva verser från 1633 av Laurentius Paulinus Gothus. Texten revideras av Jesper Swedberg till 1694 års psalmbok, men återställdes helt i sitt förra akronymskick av Censores, den grupp teologer som protesterade hos kungen, som godkänt den psalmbok Swedberg på egen bekostnad gav ut. I äldre psalmböcker hade psalmen stått under rubriken För Hela Lifstidens nödtorfter, men rubricerades om vid revisionen 1695.
Psalmen inleds 1695 med orden:
Lof, prijs och tack ske tigh, o Fader käre
Berömligt är tins Gudoms Namn och ähre
Akronymet bestod av v. 1 L., v. 2-9 PAULINUS, v. 10 för G och v. 11 slutbokstaven S i Gothus.
Enligt 1697 års koralbok användes en melodi som användes till flera psalmer: Pris vare Gud, som min hand lärer strida nr 105), Lova Gud i himmelshöjd (nr 112), Är jag allen en främling här på jorden (nr 258), O Store Gudh, min Fader och min Herre (nr 300) och O Gud, som ej de spädas röst föraktar (nr 330). Enligt Högmarck (1736) är melodin Lobwassers 8. Psalmes noter. (Se Ambrosius Lobwasser).

## Publicerad som
- Nr 302 i 1695 års psalmbok under rubriken "Lof- och Tacksäijelse Psalmer".

## Fotnoter
1. ↑  Högmarck, Lars, Psalmopoeographia, Stockholm, 1736.